# Chthonius tenuis
Chthonius tenuis – gatunek zaleszczotka z rodziny Chthoniidae.

## Taksonomia
Gatunek ten opisany został po raz pierwszy w 1873 roku przez Ludwiga Carla Christiana Kocha. Jako miejsce typowe wskazano Digne-les-Bains w Alpach Górnej Prowansji. W 1963 roku Max Beier zsynonimizował z nim gatunek Chthonius tenuichelatus, opisany z Vodna koło Skopja w 1937 roku przez Jovana Hadžia. Z kolei w 1992 roku Giulio Gardini i Laura Oggianu zsynonimizowali z nim podgatunek Chthonius microphthalmus vallei, opisany z Grotty della Spipoli koło San Lazzaro di Savena w 1949 roku przez Ludovica di Caporiacco.

## Morfologia
Zaleszczotek ten ma cztery szczecinki na tylnej krawędzi karapaksu. Przednia krawędź karapaksu jest u niego prosta i piłkowana. Nie występuje epistom. Oczy przedniej pary odsunięte są od przedniego brzegu karapaksu o odległość niewiele większą niż połowa ich średnicy. Nogogłaszczki zaopatrzone są w szczypce pozbawione ujść gruczołów jadowych. Zęby na palcach tychże szczypiec są duże i w większości wyraźnie od siebie oddzielone. Maksymalna odległość między zębami na środkowej części palca nieruchomego równa jest szerokości tychże zębów mierzonej u ich podstawy. Palec ruchomy nie jest u nasady zaopatrzony w wewnętrzną apodemę wzmacniającą. Długość palców przekracza pół milimetra. W widoku bocznym dłoń jest nabrzmiała z wyraźnie zaokrągloną stroną grzbietową. Barwa dłoni przynajmniej u samic jest ciemniejsza niż pozostałych członów nogogłaszczków. Spośród bioder odnóży krocznych te drugiej i trzeciej pary wyposażone są w kolce biodrowe. Odnóża kroczne pierwszej i drugiej pary mają jednoczłonowe stopy, natomiast odnóża kroczne pary trzeciej i czwartej mają stopy dwuczłonowe.

## Ekologia i występowanie
Pajęczak ten zasiedla ciepłe stanowiska, w warunkach środkowoeuropejskich preferując trawiaste stoki o południowej ekspozycji i kserotermiczne zarośla. Bytuje w ściółce i pod kamieniami. Występuje na rzędnych do 1800 m n.p.m..
Gatunek zachodniopalearktyczny. W Europie znany jest z Hiszpanii, Wielkiej Brytanii, Francji, Belgii, Luksemburgu, Niemiec, Szwajcarii, Austrii, Włoch, Malty, Polski, Czech, Słowacji, Rumunii, Bułgarii, Serbii, Czarnogóry, Macedonii Północnej  i Grecji. Poza tym zamieszkuje nadbrzeżną część Afryki Północnej, gdzie stwierdzono go w Algierii i Tunezji. W Polsce gatunek ten znany jest z Wyżyny Krakowsko-Wieluńskiej, Pienin i Górnego Śląska.